# Skupno financiranje
Skupno financiranje (engleski: crowdfunding) način je pribavljanja novca putem donacija publike ili šire javnosti. Pribavljeni novac namijenjen je financiranju projekata i poslovanja. Velika je prednost skupnog financiranja raspršenost rizika na mnogo ulagača, zbog čega neuspjeh projekta ne rezultira bitnim financijskim posljedicama ni za kojeg pojedinog ulagača.
U skupnom se financiranju potrebni novac prikuplja od mnoštva ljudi. Uglavnom se to čini preko međumrežnih platformi. Skupnim se financiranjem najčešće služe novoosnovana trgovačka društva ili poduzeća kojim pribavljaju dodatna sredstva. Osim što ovako pribavlja novac, konačni prikupljatelj stvara zajednicu oko ponude svojih proizvoda koje proizvodi ili robe i usluga koje prodaje. Skupnim se financiranjem procjenjuje tržišno stanje, jer prikupljatelj, a i konačni korisnik dobiva uvid u tržište i pristup novim klijentima.
Ocem suvremenog mikrofinanciranja nazivaju nobelovca Muhameda Yunusa zbog projekta koji je pokrenuo 1976. godine radi pomoći ljudima nižih primanja, smanjenja eksploatacije siromašnih i stvaranja mogućnosti samozapošljavanja, a to je sproveo putem projekta s mnoštvom malih novčanih donacija. Projekt je uspio, uskoro je osnovana organizacija Grameen Bank čijih je korisnika danas u milijunima. Yunus i Grameen Bank dobili su zbog ovog Nobelovu nagradu za ekonomiju 2006. godine.

## Platforme
Skupnom financiranju potrebne su platforme za skupno financiranje. To su mrežna mjesta na kojima se omogućuje dolaska u dodir onih kojima treba novac i ulagača. Onaj tko želi prikupiti novac plaća naknadu platformama ako je prikupljačka kampanja bila uspješna. Platforme često funkcioniraju po načelu "sve ili ništa", što je povoljno po ulagača: ako se preko platforme skupi dovoljno novaca, onaj koji želi prikupiti novac dobiva novac, a ako se ne skupi dovoljno novaca, svi dobivaju svoj novac natrag. Pored svega, platforme za skupno financiranje obvezuje očekivanje da moraju osigurati jasan i jednostavan način korištenja uslugom.

## Vrste
Nekoliko je vrsta skupnog financiranja. Najčešće su tri vrste:
- pozajmljivanje na istoj razini (peer-to-peer),
- skupno financiranje temeljeno na vlasničkim udjelima i
- skupno financiranje temeljeno na nagradama.

Postoje još i skupno financiranje temeljeno na donacijama, podjela dobiti, skupno financiranje temeljeno na zadužnicama i hibridni modeli skupnog financiranja.

## Regulacija

### Ujedinjeno Kraljevstvo
U Ujedinjenom Kraljevstvu regulatorom P2P (peer-to-peer) kreditne industrije 1. travnja 2014. postao je Financial Conduct Authority (FCA). Ovlasti za nadzor P2P nastale su u sklopu regulacije cjelokupnog poslovanja skupnim financiranjem. U ožujku 2014. izdali su pravila za aktivnosti vezane uz skupno financiranje.
FCA je odgovoran za nadzor:
- loan-based crowdfunding platformi – pojedinci posuđuju novac drugim pojedincima ili poslovnim subjektima u nadi financijskog povrata u obliku plaćanja kamata i otplate glavnice nakon proteka određenog vremena (to isključuje neke business-to-business zajmove),
- investment-based crowdfunding platformi – na kojima se ljudi investiraju u neizlistane dionice ili dužničke vrijednosne papire koje izdaju tvrtke.